# فهرست قنات‌های شهرستان بوئین‌زهرا
جدول زیر بر اساس آمار وزارت جهاد کشاورزی تهیه شده‌است. فهرست زیر قنات‌های شهرستان بوئین‌زهرا در استان قزوین را نشان می‌دهد.
| نام قنات     | موقعیت                      | نزدیک‌ترین روستا | طول قنات (متر) | تعداد میله چاه | عمق مادر چاه | دبی (لیتر بر ثانیه) | سطح زیر کشت (هکتار) |
| ------------ | --------------------------- | --------------- | -------------- | -------------- | ------------ | ------------------- | ------------------- |
| ابباریک      | بخش مرکزی شهرستان بوئین‌زهرا | ابباریک         | ۱۰۰۰           | ۶۰             | ۲۵           | ۴                   | ۳۰                  |
| آراسنج       | بخش مرکزی شهرستان بوئین‌زهرا | آراسنج          | ۳۰۰۰           | ۷۵             | ۴۰           | ۴۵                  | ۱۱۰                 |
| اغاجری       | بخش رامند شهرستان بوئین‌زهرا | یزن             | ۷۵             | ۵              | ۵            | ۳۰                  | ۸                   |
| اغچه مزار    | بخش مرکزی شهرستان بوئین‌زهرا | اغچه مزار       | ۱۰۰۰           | ۳۲             | ۱۵           | ۳                   | ۲۰                  |
| امیرآباد نو  | بخش مرکزی شهرستان بوئین‌زهرا | امیرآباد نو     | ۱۲۰۰           | ۷۰             | ۵۸           | ۲۵                  | ۱۳۰                 |
| بزرگ         | بخش رامند شهرستان بوئین‌زهرا | دانسفهان        | ۱۵۰۰           | ۷۰             | ۱۰۰          | ۴۵                  | ۴۰۰                 |
| بند سر       | بخش رامند شهرستان بوئین‌زهرا | بندسر           | ۲۰۰۰           | ۶۰             | ۱۲           | ۸                   | ۵۰                  |
| بید پائین    | بخش مرکزی شهرستان بوئین‌زهرا | تفک             | ۲۰۰            | ۶              | ۱۵           | ۳                   | ۱۵                  |
| بیدبالا      | بخش مرکزی شهرستان بوئین‌زهرا | تفک             | ۸۰۰            | ۵              | ۱۲           | ۵                   | ۳۰                  |
| تازه قنات    | بخش مرکزی شهرستان بوئین‌زهرا | اقچه مزار       | ۱۲۸۰           | ۳۰             | ۱۵           | ۳                   | ۲۰                  |
| تازه گل      | بخش رامند شهرستان بوئین‌زهرا | الپیک           | ۷۰۰۰           | ۱۵             | ۱۰           | ۲                   | ۱۰                  |
| تفک          | بخش مرکزی شهرستان بوئین‌زهرا | تفک             | ۶۰۰            | ۶              | ۱۰           | ۴                   | ۲۰                  |
| جرنده        | بخش مرکزی شهرستان بوئین‌زهرا | آراسنج          | ۷۵۰            | ۱۵             | ۱۷           | ۴۰                  | ۱۰۰                 |
| جمال         | بخش مرکزی شهرستان بوئین‌زهرا | رستم‌آباد        | ۴۰۰۰           | ۱۵             | ۶            | ۸                   | ۳۰                  |
| حاجی‌آباد     | بخش مرکزی شهرستان بوئین‌زهرا | اقچه مزار       | ۱۰۰            | ۲۰             | ۲۰           | ۱۵                  | ۵۰                  |
| خان‌آباد      | بخش مرکزی شهرستان بوئین‌زهرا | خان‌آباد         | ۶۰۰۰           | ۱۵۰            | ۱۵           | ۶                   | ۲۷                  |
| داغ کهریز    | بخش رامند شهرستان بوئین‌زهرا | الپیک           | ۱۰۰۰           | ۴۰             | ۱۰           | ۳                   | ۲۰                  |
| درویش‌آباد    | بخش رامند شهرستان بوئین‌زهرا | یزن             | ۱۰۰            | ۵              | ۵            | ۳                   | ۱۲                  |
| دگرمانلو     | بخش رامند شهرستان بوئین‌زهرا | یزن             | ۱۵۰            | ۷              | ۸            | ۹                   | ۶۰                  |
| زاغه         | بخش مرکزی شهرستان بوئین‌زهرا | رستم‌آباد        | ۱۳۰            | ۰              | ۰            | ۰                   | ۷۰                  |
| سراوجین      | بخش رامند شهرستان بوئین‌زهرا | سراوجین         | ۱۵۰۰           | ۵۰             | ۱۰           | ۵                   | ۳۰                  |
| سرهنگ‌آباد    | بخش رامند شهرستان بوئین‌زهرا | دانسفهان        | ۸۰۰            | ۴۰             | ۸۰           | ۳۰                  | ۱۵۰                 |
| سنجیدر       | بخش رامند شهرستان بوئین‌زهرا | سنجیدر          | ۱۰۰۰           | ۵۰             | ۲۵           | ۰٫۶۰۰۰۰۰۰۲۳۸۴۱۸۵۸   | ۱۵                  |
| سگزآباد      | بخش مرکزی شهرستان بوئین‌زهرا | سگزآباد         | ۳۵۰۰           | ۷۰             | ۴۰           | ۷۵                  | ۱۵۰                 |
| طلافر        | بخش رامند شهرستان بوئین‌زهرا | بندسر           | ۵۰۰            | ۲۵             | ۱۲           | ۳                   | ۳۰                  |
| فرداصلان     | بخش رامند شهرستان بوئین‌زهرا | دانسفهان        | ۱۰۰۰           | ۵۰             | ۷۰           | ۳۰                  | ۲۰۰                 |
| فیروزآباد    | بخش رامند شهرستان بوئین‌زهرا | یزن             | ۳۰۰            | ۱۰             | ۱۰           | ۳                   | ۹۶                  |
| قانلوکهریز   | بخش مرکزی شهرستان بوئین‌زهرا | ابباریک         | ۱۵۰۰           | ۴۸             | ۲۵           | ۵                   | ۲۵                  |
| قرقرک        | بخش مرکزی شهرستان بوئین‌زهرا | قورخورک         | ۱۵۰            | ۱۳             | ۱۰           | ۳                   | ۲۰                  |
| قصبه         | بخش مرکزی شهرستان بوئین‌زهرا | یریجان          | ۴۰۰            | ۲۰             | ۱۲           | ۱۵                  | ۶۵                  |
| قنات بزرگ    | بخش مرکزی شهرستان بوئین‌زهرا | دودک            | ۶۰۰            | ۲۵             | ۲۵           | ۲۵                  | ۱۰۰                 |
| قنات کوچک    | بخش مرکزی شهرستان بوئین‌زهرا | دودک            | ۵۰۰            | ۴۰             | ۳۰           | ۱۰                  | ۵۰                  |
| نهرجدید      | بخش مرکزی شهرستان بوئین‌زهرا | رستم‌آباد        | ۰              | ۰              | ۰            | ۶                   | ۰                   |
| نیکی کهریز   | بخش مرکزی شهرستان بوئین‌زهرا | ابباریک         | ۱۲۰۰           | ۳۰             | ۲۰           | ۵                   | ۳۰                  |
| نیکی کهریز   | بخش رامند شهرستان بوئین‌زهرا | نیکی کهریز      | ۱۰۰۰           | ۵۰             | ۲۰           | ۱                   | ۲۰                  |
| ولی‌آباد      | بخش مرکزی شهرستان بوئین‌زهرا | اقچه مزار       | ۸۰۰            | ۲۵             | ۱۵           | ۵                   | ۱۵                  |
| چوقورگل      | بخش مرکزی شهرستان بوئین‌زهرا | چوقورگل         | ۱۰۰            | ۴              | ۱۰           | ۲                   | ۱۵                  |
| چکین         | بخش رامند شهرستان بوئین‌زهرا | چکین            | ۲۵۰۰           | ۱۲۰            | ۱۲۰          | ۱۵                  | ۹۰                  |
| کاظم‌آباد     | بخش مرکزی شهرستان بوئین‌زهرا | اقچه مزار       | ۱۲۰۰           | ۴۵             | ۱۵           | ۷                   | ۵۰                  |
| کاکاوه       | بخش مرکزی شهرستان بوئین‌زهرا | رستم‌آباد        | ۰              | ۳۰             | ۸            | ۸                   | ۳۵                  |
| کمرک         | بخش مرکزی شهرستان بوئین‌زهرا | دودک            | ۶۰۰            | ۴۰             | ۴۰           | ۵                   | ۲۵                  |
| کهنه آبباریک | بخش مرکزی شهرستان بوئین‌زهرا | ابباریک         | ۲۰۰            | ۶              | ۱۵           | ۲                   | ۱۵                  |
| کهنه کهریز   | بخش رامند شهرستان بوئین‌زهرا | الپیک           | ۲۰۰            | ۱۰             | ۸            | ۲                   | ۱۰                  |
| ککجین        | بخش رامند شهرستان بوئین‌زهرا | یزن             | ۱۵۰            | ۷              | ۷            | ۲۵                  | ۱۸                  |
| یال          | بخش مرکزی شهرستان بوئین‌زهرا | رستم‌آباد        | ۱۰۰۰           | ۵۰             | ۱۷           | ۴۵                  | ۱۵۰                 |
| یزن          | بخش رامند شهرستان بوئین‌زهرا | یزن             | ۲۰۰۰           | ۷۰             | ۱۳           | ۳                   | ۳۰                  |
| یوسف‌آباد     | بخش مرکزی شهرستان بوئین‌زهرا | یوسف‌آباد        | ۱۵۰۰           | ۳۰             | ۲۰           | ۶                   | ۴۰                  |